# 如来寺 (石岡市)
如来寺（にょらいじ）は、茨城県石岡市にある真宗大谷派の寺院。

## 前史
1214年（建保2年）、霞ヶ浦の水中に謎の光る物体が現れ、漁獲量が減少していた。翌年の1215年（建保3年）に「鹿島明神」を名乗る謎の白髪の老人が流木に乗って現れ、「翌日、名僧が現れるので、済度（救い）を仰ぐように。あと、この木は天竺（現・インド）渡来の霊木であるので、その名僧に渡すように。」と告げた。

## 歴史
白髪の老人が現れた次の日、ある僧侶が当地を通りかかった。この僧侶こそ浄土真宗宗祖の親鸞である。親鸞は船に乗り、その光る物体を網で引き上げたところ、一体の阿弥陀如来像が出てきた。親鸞はこの阿弥陀如来像と天竺渡来の霊木に彫った聖徳太子像を安置する庵を設けた。これが「霞ヶ浦草庵」であり、当寺の起源である。
親鸞の滞在中、「片岡親綱」という名の武士が親鸞の法話を聴きに来た。法話を聴いた後、親綱は親鸞に弟子入りし、「乗然」を名乗った。後に親鸞が京に帰還する際、乗然はお供を願い出たが、親鸞は当地に残された門徒のために残るように言い、霞ヶ浦草庵を託したという。
1498年（明応7年）、同名称の縁により、現在地に位置していた天台宗寺院「如来寺」と寺基交換をした。前身が「霞ヶ浦草庵」なのに、現在地は霞ヶ浦から離れた筑波山地の麓にあるのは、この経緯による。

## 文化財
- 聖徳太子浮足の像（石岡市指定文化財 昭和47年11月7日指定）[4]

## 交通アクセス
- 路線バス内宿停留所より徒歩6分。